# Ktzitzot Khubeza
Ktzitziot Khubeza (en hebreo: קציצות חוביזה) es una croqueta israelí hecha de Khubeza (que es una variedad de malva nativa de la región de Levante) y de bulgur o pan molido, huevos, especias, ajo, cebolla y aceite de oliva. La croqueta es famosa por su importante papel durante el asedio de Jerusalén durante la guerra de independencia de Israel.

## Guerra de independencia de 1948
Durante el asedio de Jerusalén, cuando los convoyes de alimentos no podían llegar a la ciudad, los habitantes de Jerusalén salieron a los campos a recoger hojas de khubeza, que son ricas en hierro y vitaminas, y elaboraron croquetas de malva khubeza y otros ingredientes que tenían. La estación de radio de Jerusalén, Kol Hamagen, transmitió instrucciones para cocinar que fueron recogidas en Jordania y convenció a los árabes de que los judíos se estaban muriendo de hambre y la victoria estaba cerca. En la última década, los escritores de alimentos en Israel han alentado a la población a preparar Khubeza en el Día de la Independencia de Israel.

## Actualmente
La croqueta es ampliamente conocida en Israel y especialmente entre los habitantes de Jerusalén.

## Variaciones
Las variaciones de la croqueta incluyen salsa de tahini o salsa picante de skhug y, a veces, se agrega sumac o pimentón picante mientras se cocina. Otra variación de la croqueta consiste en usar hojas de malva judía (molokhia) en lugar de hojas de Khubeza.